# Pandora Radio
Pandora Radio (em português:  Rádio Pandora) (também conhecido como Pandora Internet Radio ou simplesmente Pandora) é um serviço de rádio streaming, isto é, via internet, porém disponível apenas nos Estados Unidos e operado por Sirius XM Satellite Radio, que, em fevereiro de 2019, o adquiriu por US$ 3,5 bilhões em ações. Desenvolvido pela Music Genome Project, ele é gratuito e personalizado e reproduz músicas com base nos agrados e nos favoritos do usuário.
Em 2014, a Pandora tinha cerca de 76 milhões de usuários mensais e cerca de 70% do mercado de rádio na Internet nos Estados Unidos.
As estações promovidas da Pandora confiam em seu projeto principal do genoma da música. No geral, o Projeto Genoma da Música de mais de 450 atributos atribuídos a cada música com um banco de dados com curadoria de músicas gravadas por humanos.

## História
Em 2000, Will Glaser, Jon Kraft e Tim Westergren fundaram a empresa como Savage Beast Technologies.
A ideia era criar uma estação de rádio para cada usuário, com música que o usuário preferisse e sem música que ele não preferisse. A empresa repassou seus US $ 2 milhões em financiamento até 2001. O fundador Tim Westergren convenceu os 50 funcionários de Pandora a trabalhar por dois anos sem remuneração.
Inicialmente, a empresa adotou uma estratégia transitória de tecnologia de licenciamento para empresas como AOL, Best Buy, Barnes & Noble e Tower Records. Em julho de 2005, a empresa mudou seu nome para Pandora Media.
Em 2011, a empresa tornou-se pública por meio de uma oferta pública inicial na Bolsa de Valores de Nova York.
Em 7 de março de 2013, o presidente e CEO da Pandora, Joseph J. Kennedy, anunciou que deixaria a empresa após nove anos.
Em abril de 2013, a Pandora anunciou que seu serviço de streaming de rádio tinha 200 milhões de usuários, incluindo 70 milhões de usuários ativos mensais. Em dezembro de 2013, a Pandora representava 70% de todas as rádios da Internet ouvidas nos Estados Unidos.